# روبرت فروتشن سانشيز
روبرت فروتشن سانشيز (بالإنجليزية: Robert Fortune Sanchez)‏ هو كاهن كاثوليكي أمريكي، ولد في 20 مارس 1934 في سوكورو في الولايات المتحدة، وتوفي في 20 يناير 2012 في ألباكركي في الولايات المتحدة بسبب مرض آلزهايمر.

## وصلات خارجية
- روبرت فروتشن سانشيز على موقع إن إن دي بي (الإنجليزية)